# Maud Camatta
 (décembre 2011).
Si vous disposez d'ouvrages ou d'articles de référence ou si vous connaissez des sites web de qualité traitant du thème abordé ici, merci de compléter l'article en donnant les références utiles à sa vérifiabilité et en les liant à la section « Notes et références ».
Pas d'image ? Cliquez ici

a Compétitions nationales et continentales officielles uniquement.

b Matchs officiels uniquement.
Dernière mise à jour le 23 janvier 2012.
Maud Camatta, née le 18 juillet 1980 à Perpignan (Pyrénées-Orientales), est une joueuse internationale française de rugby à XV évoluant au poste de troisième ligne aile. Elle joue en club avec l'USA Toulouges, qui devient l'USA Perpignan en 2009, et avec l'équipe de France de 2001 à 2008.

## Biographie
Ancienne cavalière du club hippique St Georges (galop 7 à 11 ans) puis des propriétaires Isabelle et Philippe Thibault, Maud arrête l'équitation en 1999 pour se tourner vers le rugby à XV à l'USA Toulouges. Quintuple championne de France élite avec le club catalan, elle connaît des sélections dans l'équipe de France. En 2004, elle est victime d'une blessure au genou et ne revient sur les terrains qu'en 2005. Elle met un terme à sa carrière en 2010 après son dernier titre avec l'USAP au stade Jean-Bouin à Paris.

## Palmarès

### En club
- Vainqueur du championnat de France élite 1 en 2004, 2005, 2006, 2008, 2010
- Vainqueur de la Coupe d'Europe en 2009

### En équipe nationale
- 3e place coupe du monde 2001
- Vainqueur du Tournoi des six nations en 2002

## Statistiques en équipe nationale
- 37 sélection de 2001 à 2008
- Sélections par année :
  - 2001 : trois matchs dans le Tournoi des cinq nations (Galles, Angleterre, Écosse) et trois matchs dans le Trophée européen (Irlande, Écosse, Angleterre)
  - 2002 : trois matchs en Coupe du monde (États-Unis, Nouvelle-Zélande, Canada)
  - 2003 : trois matchs dans le Tournoi des six nations (Espagne, Galles, Écosse)
  - 2006 : trois matchs dans le Tournoi des six nations (Angleterre, Galles, Italie)
  - 2007 : cinq matchs dans le Tournoi des six nations (Angleterre, Galles, Italie, Irlande, Écosse)
  - 2008 : quatre matchs dans le Tournoi des six nations (Angleterre, Italie, Irlande, Écosse) et trois matchs dans le Trophée européen (Pays-Bas, Irlande, Galles)
- 20 sélections en équipe de France A

Capitaine France A